# Prince Edward Island Route 1
Die Prince Edward Island Route 1 ist Bestandteil des Trans-Canada Highways. Der Highway beginnt inmitten der Confederation Bridge an der Grenze zu New Brunswick und endet am Fährhafen von Wood Island, von wo aus Caribou in Nova Scotia angelaufen wird; dort hat der Trans-Canada Highway seine Fortsetzung als Nova Scotia Highway 106.

## Streckenverlauf
Die Confederation Bridge zwischen dem kanadischen Festland und Prince Edward Island stellt den Beginn des Highways dar. Er ist die Verlängerung der New Brunswick Route 16. Die Route führt im Ortsteil Port Borden der Gemeinde Borden-Carleton an Land. Der Highway führt nach Nordosten, um in Albany Corner nach Südosten zu wenden und die Gemeinden im Küstenbereich zu erschließen. Der Highway führt in die Hauptstadt der Provinz, Charlottetown, südlich vorbei am Flughafen Charlottetown und von dort aus weiter nach Osten. Das Ende liegt in Wood Island am dortigen Fährhafen.